# Лінійні крейсери класу «Лайон»

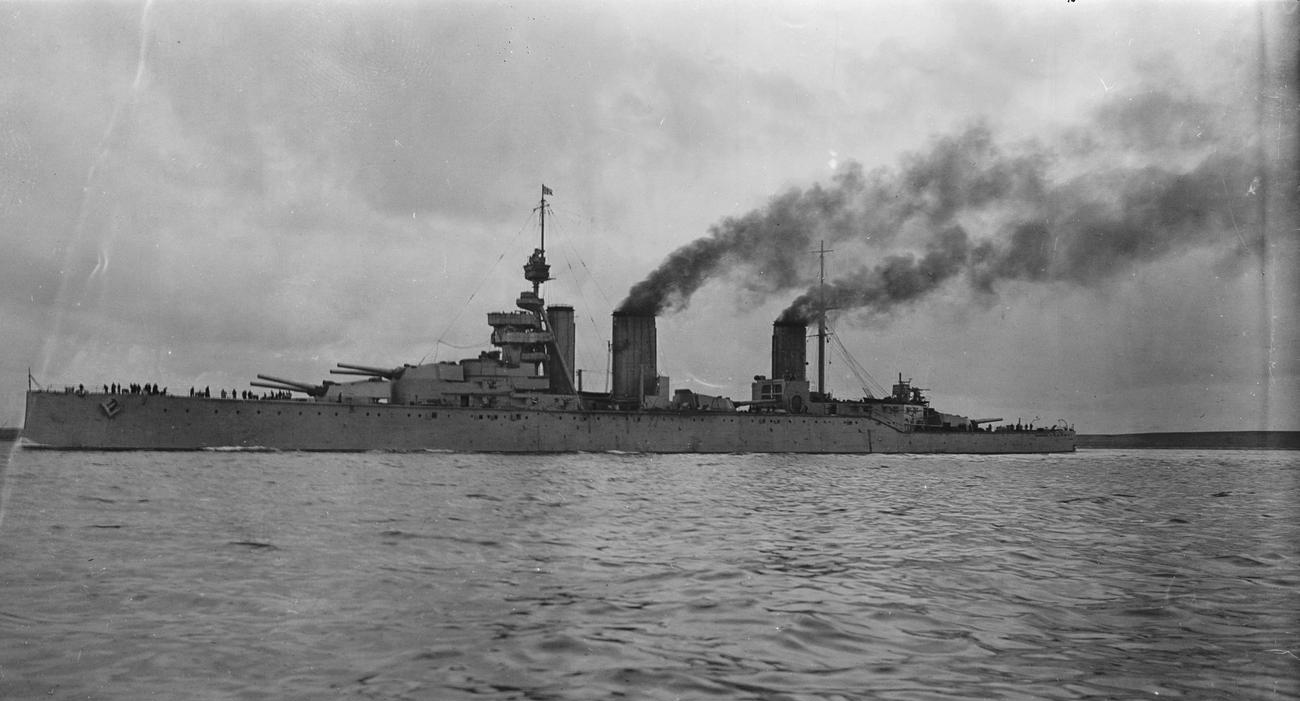
Лінійний крейсер Lion

«Лайон» — тип лінійних крейсерів Королівського військово-морського флоту Великої Британії часів Першої світової війни. Усього побудовано два кораблі: «Лайон» ( Lion ) та «Принсесс Ройял» (Princess Royal). Третій корабель «Куїн Мері» був побудований по дещо зміненому проекту і тому виділяється в окремий тип. Кораблі класу «Лайон» належали до британських лінійних крейсерів другого покоління. У порівнянні зі своїми попередниками, лінійними крейсерами типу «Ініефатігебл», мали більш потужне озброєння і кращу захищеність. Брали активну участь у більшості великих операцій Королівського флоту під час Першої світової війни. У 1920 році обидва лінійних крейсери були виведені в резерв і в 1924-у, згідно з умовами Вашингтонського морського договору, списані та продані на брухт.

## Представники
| Назва                           | Будівництво                | Закладений             | Спущений на воду    | Вступив у стрій        | Доля                                                                             |
| ------------------------------- | -------------------------- | ---------------------- | ------------------- | ---------------------- | -------------------------------------------------------------------------------- |
| Лайон HMS Lion                  | HM Dockyard, Девонпорт     | 29 листопада 1909 року | 6 серпня 1910 року  | 4 червня 1912 року     | 30 травня 1922 року виведений зі складу флоту, 31 січня 1924 року зданий на злам |
| Принсес Роял HMS Princess Royal | Vickers, Барроу-ін-Фернесс | 2 травня 1910 року     | 29 квітня 1911 року | 14 листопада 1912 року | 19 грудня 1922 року зданий на злам                                               |

## Історія створення
Восени 1908 року британське Адміралтейство було стурбоване через розвідувальні повідомлення, що Німеччина готується скористатися скороченням британських кораблебудівних програм і зрівнятися з британським флотом за кількістю дредноутів. З отриманих даних зробили висновок, що до 1912 року обидві країни матимуть по 21-у лінкору і лінійному крейсеру.
Джон Фішер передав службову записку Першому Лорду, у якій виклав своє бачення ситуації:

«Ми згодні з заявою Першого Лорда, що існує можливість, того що Німеччина до 1912 року завершить будівництво 21 дредноута, і ми маємо у своєму розпорядженні незаперечні факти, що до цієї дати у неї буде 17 таких кораблів. Беручи до уваги, що протягом майбутнього року ми закладемо шість дредноутів, у результаті ми будемо мати тільки 18 ... Хотілося б поставити питання, чому попередження про це не було зроблено раніше, а інформація про очікуване закладення і завершення будівництва німецьких кораблів програми 1909-10 рр., а також докази постійного прискорення будівництва в наступні роки були досі невідомі».
— Паркс. Лінкори Британської імперії. Том 6. — С. 97.

Заяви Адміралтейства були уважно розглянуті, і за наполяганням Е.Грея прем'єр-міністр призначив спеціальне засідання уряду на якому розглянули ситуацію з британським лінійним флотом. У результаті була ухвалена нова кораблебудівна програма, яку можна назвати: «Нам потрібно вісім кораблів, і ми не будемо чекати».
Зазвичай проект нових броненосних крейсерів втілював у собі «крейсерську версію броненосців», а лінійні крейсери були крейсерською версією дредноутів. Проект лінійних крейсерів третьої серії (типу «Лайон») був «крейсерською версією» «Оріона», хоча ще на початку 1909 року їх планували будувати як глибоко модернізований варіант крейсерів типу «Індефатігебл». Адмірал Фішер залишив пост Першого морського лорда в 1910 році, але, перш ніж піти, він зробив один важливий крок. За його наполяганням після декількох серій дредноутів, озброєних 305-мм гарматами, заклали перший супердредноут «Оріон», що мав бути озброєний десятьма гарматами калібру 343 мм. Для нових лінкорів потрібні були їх крейсерські варіанти — лінійні крейсери з новим калібром гармат і ними стали «Лайон» та «Прінсес Роял». «Квін Мері» стала «крейсерській версією» лінкора «Кінг Джордж V».
Вісім кораблів програми 1909 року належали до трьох типів, з яких «Колоссус» і «Геркулес» практично повторювали «Нептун»; чотири кораблі типу «Оріон» відносились до нового типу, а «Лайон» і «Принцес Роял» були варіантами «Оріона». Громадська думка змусила Адміралтейство розробляти нові кораблі більшого розміру та потужності, щоб досягти кількісної та якісного переваги над новітніми німецькими дредноутами, що знаходяться на стадії проектування.
Німецькі крейсери «Мольтке» і «Гебен» були збільшеними версіями кораблів типу «Фон дер Танн» з піднесеними кормовими баштами і бортовим залпом з десяти 280-мм і шести 150-мм гармат, і мали 270-мм броньовий пояс і 230-мм броню на баштах.
Однак ці деталі ще не були відомі британцям у 1909 році. Крейсеру «Мольтке» приписували десять або дванадцять 11-дюймових гармат, розташованих, як на «Дредноуті», і броню у 178 мм. Загалом було прийнято вважати, що він має приблизно такі ж швидкість і захист, як британські крейсери, і більшу кількість, але менший калібр головних гармат.
«Лайон» був спроектований як відповідь німцям. Збільшення швидкості, бронювання і калібру гармат призвело до збільшення водотоннажності на 40% у порівнянні з «Індефатігеблами» і зробило їх найбільшими військовими кораблями у світі. Зовні «Лайони» були схожі на перші супердредноути серії 1910 типу «Оріон» (з головним калібром 13,5 дюймів). Вони були першими лінійними крейсерами, обладнаними новітніми 13,5-дюймовими гарматами (343 мм) компанії Віккерс. У конструкції «Лайонів» інженери виправили деякі недоліки кораблів попередньої серії. У першу чергу гарматні башти були розташовані не ешелоном, через що вони могли стріляти через палубу і мали обмежений сектор обстрілу. Та і великі розміри і вага нових гармат робили недоцільним розміщення башт по борту. Тому всі чотири башти «Лайона» встановлювалися в діаметральної площині, при цьому вежа Q встановлювалася біля міделя. Головний розробник корабля, сер Філіп Уоттс, припускав можливість встановлення п'ятої башти, яка б стріляла поверх кормової. Для цього корабель слід було б подовжити на три шпангоути (приблизно на 4 метри), що збільшувало вартість крейсера приблизно на £175 тисяч, але додавало 25% вогневої потужності. Утім це рішення так і не було реалізоване.